# 관촉사
관촉사(灌燭寺)는 고려 광종 19년(968) 혜명이 창건한 사찰로  대한 불교 조계종 제6교구 본사인 마곡사의 말사이다.  비사실적인 모습을 하고 있는 은진미륵으로 유명하다.  1499년(연산군 5) 가야산 봉서사(鳳栖寺)에서 개판하여 해인사로 옮겨간  목우자수심결, 몽산법어 등의 판본이 있던 곳이기도 하다.   중국의 지안이라는 명승이   석조 미륵보살 입상을 보고  "마치 촛불을 보는 것같이 미륵이 빛난다."라고 말한 이후, 관촉사(灌燭寺)라는 이름이 붙여졌다고 한다.                
경내에는 불상, 석탑,  보물232호인 석등, 배례석, 석문 외에 법당이 자리하고 있다. 법당은 고려 우왕 때(1386년) 처음으로 건립되었으나 조선 선조14년에 중수되었고, 다시 현종 15년에 개수되었다.

## 문화재
- 논산 관촉사 석조미륵보살입상  -국보 제323호
- 논산 관촉사 석등 -   보물 제232호
- 논산 관촉사 석문 - 충청남도의 문화재자료 제79호
- 논산 관촉동 석조비로자나불입상 - 충청남도 유형문화재 제88호